# Krib (rivier)

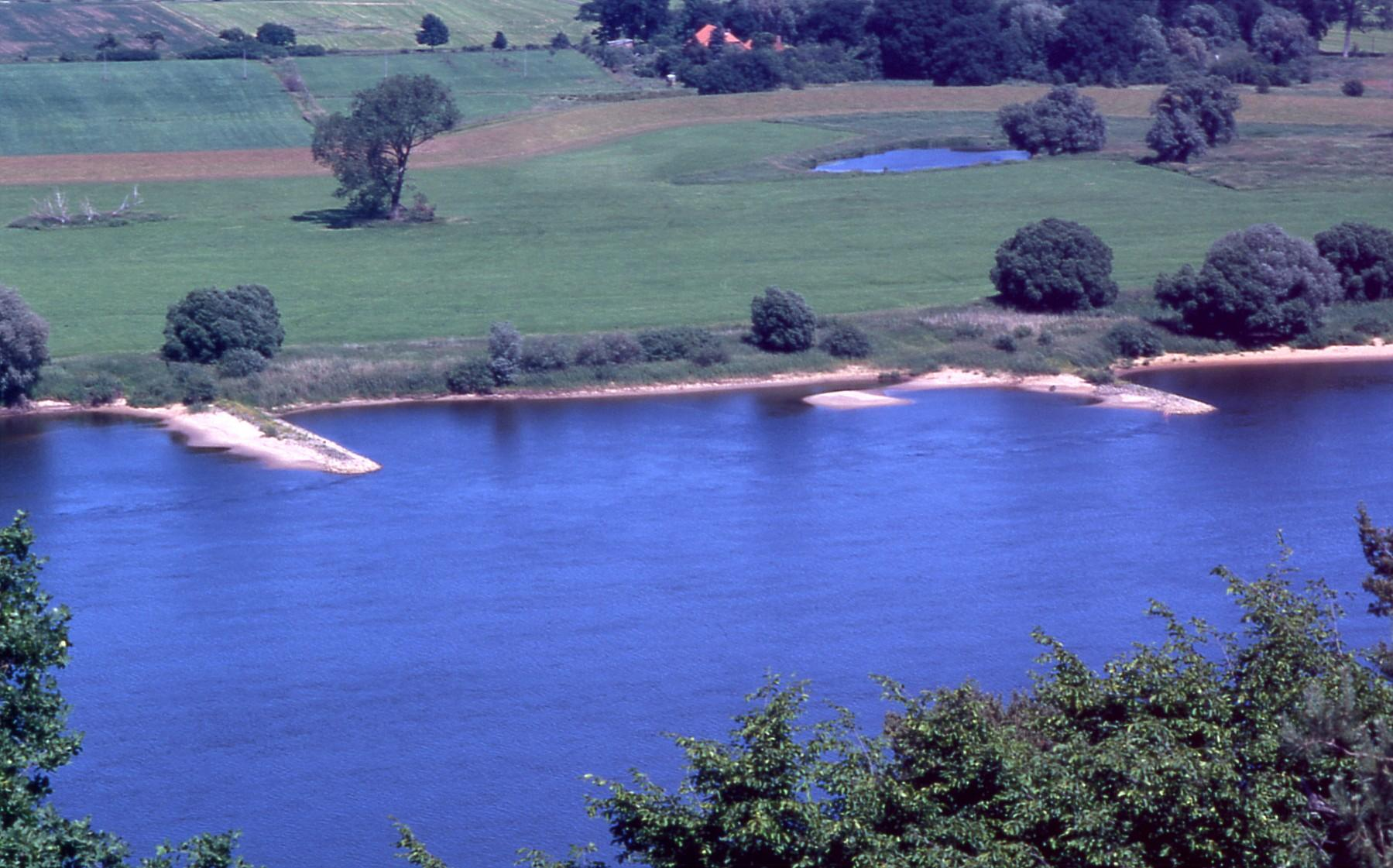
Kribben aan de Elbe

Een krib of kribbe (ook: hoofd, bol of kop) is een korte stenen dam in de rivierbedding, haaks op de zomerkade. Kribben werden vroeger ook toegepast bij zeedijken om de stroming uit de kust te houden (zie ook golfbreker), waaronder havens (havenhoofden). Aan de kust vindt men ook strandhoofden, die zien er ongeveer hetzelfde uit, maar hebben een principieel andere functie.
Kribben zijn om de paar honderd meter aan beide zijden van de rivier in het zomerbed aangelegd. Op die manier wordt erosie in buitenbochten tegengegaan en zo het meanderen van de rivier voorkomen. Door het water naar het midden van de rivier te dwingen, neemt daar de stroomsnelheid toe, blijft de rivier beter op diepte en hoeft er minder gebaggerd te worden. Hierdoor kunnen schepen dieper beladen worden. Tevens wordt door de kribben de oever van de binnenbocht beschermd tegen sedimentatie. Bij de kribben ondervindt het water weerstand, wordt het water afgeremd en de waterstand enigszins opgestuwd.
Benedenstrooms van een krib ontstaat een neer of tegenstroom. Nabij het uiteinde van een krib ontstaat, afhankelijk van de stroomsnelheid in de rivier, een draaikolk. Zulke draaikolken zijn gevaarlijk voor zwemmers.
Een andere functie van kribben is om ijsvorming tegen te gaan door middel van de hogere stroomsnelheden, die door het versmallen van het zomerbed worden gerealiseerd. De uiteinden van kribben worden soms door middel van strekdammen met elkaar verbonden; deze strekdammen liggen in de stroomrichting van de rivier. Het terrein achter de strekdam is soms opgevuld met grond en, in aansluiting op de uiterwaard, in agrarisch gebruik. 
Ten behoeve van de scheepvaart worden er op de uiteinden van kribben bakens geplaatst die kribbakens worden genoemd. 
In de overgang tussen krib en oever, de kriboksel, vormt zich vaak een zandige afzetting, als een klein strandje.
De Engelse en Franse benamingen — respectievelijk Groyne en Épi — hebben niet alleen de betekenis van "krib", maar ook  die van "strandhoofd".

## Het projectRuimte voor de rivier
Door het uitschuren van de bodem van de rivier de Waal, en de bovenloop van de IJssel zijn de kribben hoger komen te liggen dan waar zij oorspronkelijk op zijn ontworpen. Door het verlagen van de kribben, zoals in 2015 is afgerond in het kader van het project Ruimte voor de rivier, wordt bij hoogwater de doorstroom verbeterd, zonder dat de functie van de krib (het vastleggen van de rivierbedding) wordt aangetast. Tussen Wamel en Ophemert, zijn de kribben in de binnenbocht verwijderd en vervangen door zogenaamde langsdammen. 